# Macrocera guaianasi
Macrocera guaianasi är en tvåvingeart som beskrevs av Lane 1950. Macrocera guaianasi ingår i släktet Macrocera och familjen platthornsmyggor. Inga underarter finns listade i Catalogue of Life.